# Duc Decazes
Pour les articles homonymes, voir Decazes.
Le titre de duc Decazes a été créé par Louis XVIII, roi de France et de Navarre, le 20 février 1820 au profit de son ministre d'État, Élie Decazes (1780-1860).

## Histoire
Immédiatement après la chute de l’Empire, Élie Decazes, fils d'un lieutenant particulier au présidial de Libourne (sous l'Ancien Régime) et juge au tribunal de la Seine (sous l'Empire), accueillit la Restauration avec empressement, refusa de signer une adresse de félicitations à Napoléon Ier après son retour de l’île d'Elbe et se déclara royaliste (« modéré »), étant resté fidèle aux Bourbons pendant les Cent-Jours. Par l’entremise du baron Joseph-Dominique Louis, il peut rencontrer le roi Louis XVIII pendant cette période, qui le récompense pour sa fidélité en le nommant préfet de police de Paris le 7 juillet 1815 et en le créant comte le 27 janvier 1816.
Préfet de police de Paris (7 juillet 1815 - 29 septembre 1815), il fut rapidement nommé ministre de la Police (26 septembre 1815 - 29 décembre 1818). Il fut « pair de France » (membre de la Chambre des pairs) depuis le 31 janvier 1818 (lettres patentes du 30 avril 1822 et grand référendaire de la Chambre en 1836, majorat dissous le 16 février 1837).
Après avoir été ministre de l'Intérieur (29 décembre 1818 - 20 février 1820) et président du Conseil des ministres français (19 novembre 1819-20 février 1820), Élie Decazes fut, par la même ordonnance du 20 février 1820 qui mettait fin à ses précédentes fonctions, élevé au rang de ministre d'État et titré « duc Decazes » par le roi Louis XVIII.

## Duc de Glücksbierg
Élie Decazes, veuf de la fille du comte Muraire, a épousé le 11 août 1818 mademoiselle Wilhelmine de Beaupoil de Saint-Aulaire (12 avril 1802 † 8 août 1873 - Versailles), fille de Louis-Clair de Beaupoil de Saint-Aulaire, comte de Saint-Aulaire, et d’Henriette de Seiglières de Belleforière.
Henriette de Seiglières de Belleforière (1784-1802) était la fille de Louis Armand de Seiglières de Belleforière, marquis de Soyecourt-Feuquières, et de la princesse Wilhelmine de Nassau-Sarrebrück, et la petite-fille de Guillaume Henri II (nl), prince régnant de Nassau-Sarrebrück.
La princesse Wilhelmine de Nassau-Sarrebrück était la sœur de la princesse Anna Karoline (1751–1824), duchesse de Schleswig-Holstein-Glücksburg, qui vivait clouée dans son fauteuil au Château de Glücksburg, résidence dont elle avait l'usufruit. Veuve du duc Frédéric-Henri-Guillaume de Schleswig-Holstein-Sonderbourg-Glücksbourg en 1779, elle avait épousé en secondes noces (en 1782) Frédéric-Charles-Ferdinand de Brunswick-Wolfenbüttel, duc de Brunswick-Bevern, mort à son tour en 1809. Sans postérité de ses deux alliances, Anna Karoline avait pris sa petite-nièce Wilhelmine de Saint-Aulaire sous sa protection et désirait pour elle une belle alliance. Elle jeta son dévolu sur le célèbre homme politique français Decazes qui n’était alors que comte et pair de France, mais promis au plus bel avenir puisque principal favori du roi de France Louis XVIII. Elle sollicita donc son parent, Frédéric VI, roi de Danemark, pour qu’il confère au futur époux de sa petite-nièce et protégée le titre de « duc de Glücksbierg ».
En considération de ce mariage, Decazes reçut du roi de Danemark, le titre ducal et le fief danois de Glücksbierg le 14 juin 1818.
L'hôtel de la légation française à Copenhague appartenait au comte Élie Decazes, du chef de sa femme, et c'était sur cet immeuble que le majorat qui devait accompagner le titre de duc avait été établi.

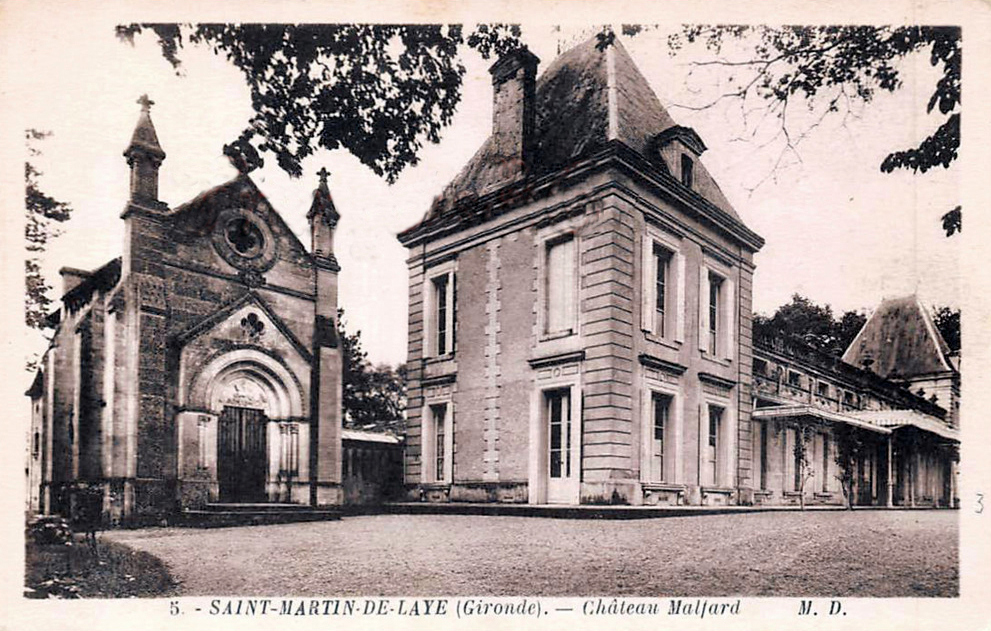
Château de Malfard, lieu de naissance d'Élie Decazes, acquis par lui en 1828.

## Liste chronologique des ducs Decazes et ducs de Glücksbierg
1. 1820-1860 : Élie Decazes (1780-1860), comte Decazes (1816), puis 1er duc Decazes (1820) et 1er duc de Glücksbierg (1818) homme politique français.
2. 1860-1886 : Louis-Charles-Élie-Amanieu Decazes (1819-1886), 2e duc Decazes et duc de Glücksbierg, fils du précédent, diplomate et homme politique français.
3. 1886-1912 : Jean-Élie-Octave-Louis-Sévère-Amanieu Decazes (1864-1912), 3e duc Decazes et duc de Glücksbierg, fils du précédent, homme du monde et sportif de la Belle Époque
4. 1912-1941 : Louis Jean Victor Sévère Decazes (1889-1941), 4e duc Decazes et 4e duc de Glücksbierg, fils du précédent, éleveur de chevaux renommé à son époque.
5. 1941-2011 : Élie Ludovic Henri Christian Decazes (1914-2011), 5e duc Decazes et 5e duc de Glücksbierg ;
6. Depuis 2011 : Louis Frédéric René Marie Édouard Decazes (né en 1946), 6e duc Decazes et 6e duc de Glücksbierg ;